# Filip Orleański (hrabia Paryża)
Filip Orleański (fr. Louis-Philippe-Albert d’Orléans (ur. 24 sierpnia 1838 w Paryżu, zm. 8 września 1894) – członek francuskiej rodziny królewskiej, starszy syn Ferdynanda Filipa Orleańskiego i Heleny von Mecklemburg-Schwerin, wnuk Ludwika Filipa I, króla Francuzów.
Po śmierci swojego ojca w 1842, otrzymał tytuł Prince Royal i został następcą tronu. Orleański pretendent do tronu Francji jako Filip VII (do 1883 jako Ludwik Filip II).
Po abdykacji jego dziadka w 1848, starano się go osadzić na tronie francuskim, a regencję złożyć w ręce jego matki, ale plany te spełzły na niczym. Filip razem z resztą swojej rodziny zamieszkał w Wielkiej Brytanii, a we Francji proklamowano II republikę.

## Życie po abdykacji dziadka
Filip został historykiem, dziennikarzem, a nawet dobrowolnie służył razem ze swoim młodszym bratem – Robertem, księciem Chartres, jako oficer w amerykańskiej wojnie secesyjnej. Był kapitanem i przez prawie rok służył pod generałem George’em McClellanem, w Armii Potomacu. Opuścił armię po klęsce Peninsular Campaign. Później opisał tę wojnę.
W 1864 poślubił swoją siostrę stryjeczną – Marię Izabelę Orleańską (1848–1919), infantkę hiszpańską. Była ona córką infantki Ludwiki Ferdynandy Hiszpańskiej i Antoniego Orleańskiego, księcia Montpensier (1824–1890) – najmłodszego syna Ludwika Filipa I i Marii Amelii Burbon. Para ta miała 8 dzieci:
- Marie Amélie Louise Hélène d’Orléans (1865–1951)

∞ 1886 Karol I, król Portugalii
- Louis Philippe Robert (1869–1926)
- Hélène Louise Françoise Henriette d’Orléans (1871–1951)

∞ 1895 Emmanuel Filibert, książę Aosty
- Charles Philippe (ur. i zm. 1875)
- Isabelle Marie Laure Mercédès Ferdinande (1878–1961)

∞ 1899 Jan Orleański, książę Guise
- Jacques Marie Clément d’Orléans (1880–1881)
- Louise Françoise Marie Laure d’Orléans (1882–1958)

∞ 1907 Karol Tankred, książę Sycylii
- Ferdinand François Philippe Marie Laurent, książę Montpensier (1884–1924)

∞ 1921 Maria Isabelle Gonzales de Olañeta et Ibaretta, markiza Valdeterrazo

## Nadzieja na przywrócenie monarchii
W 1873, przewidując restaurację monarchii przez Zgromadzenie Narodowe (po upadku Napoleona III), Filip wycofał swoje pretensje do tronu Francji na rzecz pretendenta legitymistów – Henryka, hrabiego de Chambord. Francuzi zrozumieli, że Filip zostanie w takim razie następcą Chamborda, w razie jego bezpotomnej śmierci i tym samym zjednoczy dwie różne linie pretendentów powstałe po 1830 roku. Jednak Chambord odmówił uznania trójkolorowej flagi Francji i nadzieje na restauracje monarchii znowu spełzły na niczym. W 1883 Chambord zmarł i tym samym wygasła linia francuskich Burbonów, Filip odziedziczył po nim pretensje do tronu jako król Filip VII z dynastii orleańskiej. Sprzeciwili się temu Karlistowscy pretendenci do tronu Hiszpanii – potomkowie w prostej linii króla Ludwika XIV.
Filip mieszkał w Sheen House, w Sheen, w Wielkiej Brytanii. Zmarł w Stowe House, w 1894.